# كريستيان كورنر
كريستيان كورنر (بالألمانية: Christian Körner)‏ هو عالم نبات سويسري ونمساوي، ولد في 29 مارس 1949 في سالزبورغ في النمسا.